# Anthony Mossi
Anthony Ngawi Mossi (Parigi, 15 maggio 1994) è un calciatore francese naturalizzato congolese (Repubblica Democratica del Congo), portiere del Neuchâtel Xamax.

## Carriera

### Nazionale
Ha esordito con la nazionale congolese il 28 maggio 2018 in occasione dell'amichevole pareggiata 1-1 contro la Nigeria.

## Statistiche
Statistiche aggiornate al 26 agosto 2018.

### Presenze e reti nei club
| Stagione        | Squadra         | Campionato      | Campionato | Campionato | Coppe nazionali | Coppe nazionali | Coppe nazionali | Coppe continentali | Coppe continentali | Coppe continentali | Altre coppe | Altre coppe | Altre coppe | Totale | Totale | Totale |
| Stagione        | Squadra         | Comp            | Pres       | Reti       | Comp            | Pres            | Reti            | Comp               | Pres               | Reti               | Comp        | Pres        | Reti        | Pres   | Reti   |        |
| --------------- | --------------- | --------------- | ---------- | ---------- | --------------- | --------------- | --------------- | ------------------ | ------------------ | ------------------ | ----------- | ----------- | ----------- | ------ | ------ | ------ |
| 2012-2013       | Bienne          | ChL             | 1          | -4         | CS              | 0               | 0               |                    | -                  | -                  |             | -           | -           | 1      | -4     |        |
| 2013-2014       | Delémont        | 1L              | 10         | -13        | CS              | 0               | 0               |                    | -                  | -                  |             | -           | -           | 10     | -13    |        |
| 2014-2015       | Delémont        | 1L              | 28         | -55        | CS              | 1               | 0               |                    | -                  | -                  |             | -           | -           | 29     | -55    |        |
| Totale Delémont | Totale Delémont | Totale Delémont | 38         | -68        |                 | 1               | 0               |                    | -                  | -                  |             | -           | -           | 39     | -68    |        |
| 2015-2016       | Le Mont         | ChL             | 0          | 0          | CS              | 0               | 0               |                    | -                  | -                  |             | -           | -           | 0      | 0      |        |
| 2016-2017       | Le Mont         | ChL             | 6          | -8         | CS              | 1               | 0               |                    | -                  | -                  |             | -           | -           | 7      | -8     |        |
| Totale Le Mont  | Totale Le Mont  | Totale Le Mont  | 6          | -8         |                 | 1               | 0               |                    | -                  | -                  |             | -           | -           | 7      | -8     |        |
| 2017-2018       | Chiasso         | ChL             | 15         | -24        | CS              | 0               | 0               |                    | -                  | -                  |             | -           | -           | 15     | -24    |        |
| 2018-2019       | Chiasso         | ChL             | 5          | -13        | CS              | 1               | 0               |                    | -                  | -                  |             | -           | -           | 6      | -13    |        |
| Totale carriera | Totale carriera | Totale carriera | 65         | -117       |                 | 3               | 0               |                    | -                  | -                  |             | -           | -           | 68     | -117   |        |

### Cronologia presenze e reti in nazionale
| Cronologia completa delle presenze e delle reti in nazionale ― RD del Congo | Cronologia completa delle presenze e delle reti in nazionale ― RD del Congo | Cronologia completa delle presenze e delle reti in nazionale ― RD del Congo | Cronologia completa delle presenze e delle reti in nazionale ― RD del Congo | Cronologia completa delle presenze e delle reti in nazionale ― RD del Congo | Cronologia completa delle presenze e delle reti in nazionale ― RD del Congo | Cronologia completa delle presenze e delle reti in nazionale ― RD del Congo | Cronologia completa delle presenze e delle reti in nazionale ― RD del Congo |
| Data                                                                        | Città                                                                       | In casa                                                                     | Risultato                                                                   | Ospiti                                                                      | Competizione                                                                | Reti                                                                        | Note                                                                        |
| --------------------------------------------------------------------------- | --------------------------------------------------------------------------- | --------------------------------------------------------------------------- | --------------------------------------------------------------------------- | --------------------------------------------------------------------------- | --------------------------------------------------------------------------- | --------------------------------------------------------------------------- | --------------------------------------------------------------------------- |
| 28-5-2018                                                                   | Port Harcourt                                                               | Nigeria                                                                     | 1 – 1                                                                       | RD del Congo                                                                | Amichevole                                                                  | -1                                                                          |                                                                             |
| 9-9-2018                                                                    | Monrovia                                                                    | Liberia                                                                     | 1 – 1                                                                       | RD del Congo                                                                | Qual. Coppa d'Africa 2019                                                   | -1                                                                          |                                                                             |
| 13-10-2018                                                                  | Harare                                                                      | RD del Congo                                                                | 1 – 2                                                                       | Zimbabwe                                                                    | Qual. Coppa d'Africa 2019                                                   | -2                                                                          |                                                                             |
| 16-10-2018                                                                  | Harare                                                                      | Zimbabwe                                                                    | 1 – 1                                                                       | RD del Congo                                                                | Qual. Coppa d'Africa 2019                                                   | -1                                                                          |                                                                             |
| 9-6-2019                                                                    | Marbella                                                                    | RD del Congo                                                                | 0 – 0                                                                       | Burkina Faso                                                                | Amichevole                                                                  | -                                                                           | 46’                                                                         |
| 13-10-2019                                                                  | Amiens                                                                      | Costa d'Avorio                                                              | 3 – 1                                                                       | RD del Congo                                                                | Amichevole                                                                  | -1                                                                          | 46’                                                                         |
| Totale                                                                      |                                                                             | Presenze                                                                    | 6                                                                           |                                                                             | Reti                                                                        | -6                                                                          |                                                                             |